# Кам'янська сільська рада (Лебединський район)
Кам'янська́ сільська́ ра́да — колишній орган місцевого самоврядування в Лебединському районі Сумської області. Адміністративний центр — село Кам'яне.

## Загальні відомості
- Населення ради: 1 076 осіб (станом на 2001 рік)

## Населені пункти
Сільській раді були підпорядковані населені пункти:
- с. Кам'яне
- с. Боброве
- с. Зелений Гай
- с. Чернишки

## Склад ради
Рада складалася з 12 депутатів та голови.
- Голова ради: Скрипаль Михайло Миколайович
- Секретар ради: Макаренко Ніна Олександрівна

### Керівний склад попередніх скликань
| Прізвище, ім'я, по батькові  | Основні відомості                                                                                    | Дата обрання | Дата звільнення |
| ---------------------------- | --- | ------------ | --------------- |
| Дробін Володимир Григорович  | Сільський голова, 1947 року народження, член Соціалістичної партії України                           | 26.03.2006   | 21.04.2010      |
| Скрипаль Михайло Миколайович | Сільський голова, 1960 року народження, освіта середня спеціальна, член Комуністичної партії України | 31.10.2010   |                 |

Примітка: таблиця складена за даними сайту Верховної Ради України